# Jégkorszak 4. – Vándorló kontinens
A Jégkorszak 4. – Vándorló kontinens (eredeti cím: Ice Age: Continental Drift) 2012-ben bemutatott egész estés amerikai 3D-s számítógépes animációs film, amely a nagy sikerű Jégkorszak-filmek 4. része. A forgatókönyvet Micheal Berg írta, az animációs filmet Mike Thurmeier rendezte, a zenéjét John Powell szerezte, a producere Lori Forte volt. A Blue Sky Studios készítette, a 20th Century Fox forgalmazta. Amerikában 2012. július 13-án, Magyarországon 2012. július 5-én mutatták be a mozikban.

## Cselekmény
Motkány galibát okoz, amikor megpróbálja elrejteni hőn szeretett makkját, ám véletlenül lejut a Föld magjába, s ezzel kontinensek repedésének láncolatát indítja el. Az előidézett földmozgás nagy kalandba sodorja Mannyt, a mamutot, Sidet, a lajhárt, és Diegót, a kardfogú tigrist,  akiknek most a kontinensek vándorlásával kell szembe nézniük. Mannynak közben más gondjai is akadnak, hiszen mindennél jobban meg akarja védeni tinédzser lányát, Kisbarackot, aki szeretne beilleszkedni a korabeli tini mamutok társaságába, és elnyerni egy jóképű mamutsrác, Ethan tetszését. Kisbaracknak nem könnyű a beilleszkedés, mivel a többiek dilisnek tartják, amiért oposszum nagybácsijai vannak, és amiért mindig a félénk sünvakonddal, Louisszal lóg, aki az egyetlen barátja.
Sidet megtalálja  családja (akik még az első filmben hagyták magára) – s valójában csak azért keresik fel, hogy ott hagyják Sidnél a bolondos Nagyit, hogy nekik ne legyen vele több gondjuk. Manny vitába keveredik Kisbarackkal, amivel nagyon megbántja lányát, ám ekkor a kontinensük váratlanul megreped, és Manny, Diego, Sid, meg a Nagyi egy levált jégtáblán kisodródnak a nyílt tengerre. Manny feleségének, Ellie-nek és Kisbaracknak el kell vezetniük a csordát a Földszorosig, ahol reményeik szerint már biztonságban lesznek, mielőtt a kontinens végleg a tenger alá merülne.
Manny és a csapat sodródnak a tengeren, a jégtáblájukon, amikor vad tengeri kalózok az útjukat állják, és foglyul ejtik őket. A hajó kapitánya, Beles megpróbálja rávenni Mannyt, hogy csatlakozzon a legénységéhez, és hagyja ott a családját, de Manny visszautasítja. A kapitány erre megharagszik és megpróbálja megölni őt és a barátait, akiknek azonban egy rafinált tervvel sikerül meglógniuk, ám szökésük a kalózok hatalmas jéghajójának elsüllyesztésébe kerül. Így a csapat egy kisebb jégtáblára kényszerülve sodródik tovább a tengeren. A kalózoktól elszakadt gyönyörű kardfogú tigris-lány, Shira is kénytelen velük tartani, miután elkerült a társaitól, és Diegónak sikerült kimentenie őt a vízből. Így kiegészülve haladnak tovább a tengeren, ám hamarosan földet pillantanak meg, és egy lakatlan szigeten érnek partot. Rövidesen azonban felfedezik, hogy a kalózok is itt kötöttek ki, s Beles kapitány sok foglyul ejtett apró, őskori mókushoz hasonló állattal, úgynevezett hyraxokkal, próbál magának új jéghajót építeni. Manny-ék nemsokára arra is rájönnek, hogy a sziget túlsó oldalán terül el a Fordító-öböl, ahol megfordul a tenger áramlata, s ezáltal ők visszajuthatnak a kontinensre. Elhatározzák, hogy megszerzik maguknak a kalózok hajóját, amin  hazajuthatnának, ám ehhez össze kell fogniuk a szigeten még szabadon lévő hyrax-falkával, akiknek felajánlják, hogy a segítségükért cserébe ők kiszabadítják foglyul ejtett társaikat. Az így létrejött egyezséget követően ravasz tervet kovácsolnak  a hajóbitorláshoz, az akció kezdetéig egyedül Shirát teszik ártalmatlanná, akit fogolyként tartanak maguknál, nehogy visszaszökjön a kalózokhoz. Diego azonban lassan kezd rájönni, hogy Shira mégsem olyan zord, mint amilyennek mutatja magát, hiszen a kalózokon kívül sohasem volt senkije, még igazi falkája sem. Shira biztos benne, hogy fontos Beles kapitány számára, ám Diego ráébreszti, hogy a kapitány egyáltalán nem mutat hűséget iránta, hiszen még csak nem is keresteti őt. Shira azonban ismerve Belest, figyelmezteti Diegót, hogy ő és a barátai mekkora veszéllyel állnak szemben.
Másnap reggel a kis csapat nekilát, hogy megvalósítsák tervüket. Shira azonban megszökik tőlük, s visszatér a kalózokhoz, ahol Beles árulással vádolja, és leváltja első tiszti rangjáról. Ezalatt a hyraxok harci riadót fújnak a kalózok ellen, akiket ezzel sikerül elcsalniuk a hajójuktól, míg Manny és barátai fellopakodnak a fedélzetre. Ám Sid ismételten megnehezíti a barátai dolgát, miután megesz egy lótusz bogyót, s így egy időre megbénulnak a végtagjai. A kalózok közben rájönnek a cselre, s minden erejükkel próbálják megakadályozni, hogy Mannyék elkössék a hajójukat. Hőseinknek sikerül kifuttatniuk a hajót a tengerre, ám mielőtt még mind felszállnának rá, az utolsó pillanatban Shira elkapja és letámadja Diegót. Diego megpróbálja meggyőzni a lányt, hogy tartson velük, hiszen ők egy igazi család, akik valóban vigyáznak egymásra. Shira némi habozás után beleegyezik. Később azonban mégis hátramarad, hogy feltartsa a kalózokat és ezzel megvédje őket. A segítségével a csapatnak gond nélkül sikerül elhajóznia a szigetről. Beles kapitány szörnyű haragra gerjed, amiért Manny és barátai már másodszor orozták el tőle a hajóját.

## Szereplők

### Főszereplők
- Manfréd: Manfred, vagy sokaknak Manny külsőre nagy és mogorva mamutnak tűnik, ám valójában lágyszívű és nagyon gyengéd  - különösen, ha imádott családjáról van szó. Apró utódja Kisbarack már tinédzser, és épp olyan konok, mint az apja. Manny mindentől meg akarja védeni egyetlen lányát, melyek később nagy vitákat szülnek kettejük között. Amikor azonban a kontinensük kettészakad Manny, egy jégtáblán kisodródnak a tengerre, messze kerül a családjától. Mindent elkövet, hogy visszajusson hozzájuk, ám a hazaút során rengeteg akadállyal kell szembenéznie, és ezzel élete legnagyobb és legizgalmasabb kalandja veszi kezdetét. A szereplő magyar hangja az első három filmben Szabó Sipos Barnabás volt, aki azonban 2010-ben visszavonult a szinkronmunkálatoktól, így a karakter új megszólaltatót kapott.[1]
- Sid:  Sid semmit se változott: még mindig ügyetlen, sokat csetlik-botlik és be nem áll a szája. Nagy meglepetés éri, hiszen visszatér hozzá a családja, akik még a legelső vándorláskor magára hagyták őt. A helyzet most sem változott sokat, mivel a lajhár família csak azért keresi fel rég nem látott fiúkat, hogy rásózzák a hóbortos, öreg Nagyit, aki éppen olyan kolonc a nyakukon, akárcsak Sid. Ám mikor kontinensük kettészakad, Sid is Mannyékkal tart és útjuk során rájön mi is az igazi család lényege – és közben egy pillanatra sem hazudtolja meg önmagát.
- Diego: Bár nem  falkában jár, mint többi társa és legtöbb idejét azzal tölti, hogy egy eleven kamaszmamut bébi csősze, Diego még mindig csúcsragadozó. Mindenre képes a barátaiért és mikor elszakadnak a hordájuktól mindent elkövet, hogy segítsen Mannynak a hazajutásban. Ám hamarosan megismerkedik egy veszélyes szépséggel, aki elcsavarja a fejét és a kőkemény kardfogúnak ez egyszer nemcsak erejére és ravaszságára kell támaszkodnia. Vagy talán a jégkorszak lefagyasztja a lángolást?
- Motkány:  Motkány csupán egyet akar: megkaparintani hőn szeretett makkját. Legújabb botladozásai során azonban egy olyan események láncolatát indítja el, amely megváltoztatja az egész világot – a szó legszorosabb értelmében. A kontinens kettérepedése révén Motkány is egy úszó jégtáblára kényszerülve utazza be a tengereket, és közben egy olyan kalandra vállalkozik, amelyre előtte még egyetlen motkány sem: meg akarja találni a történelem előtti kor legnagyobb és legértékesebb makkját.
- Ellie: Manny szerető feleségeként és Kisbarack édesanyjaként, Ellie minden téren megfelelően helyt áll. Mannyval ellentétben a túlzott óvatoskodás helyett próbálja átsegíteni Kisbarackot kamaszbotladozásain, hiszen jól tudja, hogy a lányának miken is kell keresztülmennie, amíg szeleburdi tinédzserből érett felnőtt nem lesz. Amikor Manny és barátai leszakadnak a kontinensről, Ellie kénytelen egyedül megbirkózni a csorda vezetésével, amely nem könnyű feladat, hiszen neki kell biztonságba juttatnia mindenkit a közelgő katasztrófa elől. De Ellie igyekszik mindenből a legjobbat kihozni, igazi testes jó tündér, akinek a családjánál semmi sem fontosabb.
- Nagyi: Sid nagymamája, meglehetősen idős, hiányos a fogazata, szokatlanul rövidlátó, makacs, egyfolytában jártatja a száját és állandóan a nemlétező barátját keresi. Nem csoda, hogy Sid családja a legelső adandó alkalommal megszabadul tőle. Nagyi azonban nagy kalandok részesévé válik, hisz ő is a jégtáblán ragad, mely leválik a kontinensről, és Mannyékkal együtt ő is beutazza a tengereket. Idővel azonban a csapat nagy hasznát veszi a hóbortos öregnek, különösen, mikor megismerik „képzeletbeli” háziállatát, Drágicát.
- Kisbarack:  Manny és Ellie lánya, aki egy kedvesen szeleburdi, virgonc kamaszlánnyá cseperedett.

## Szinkronhangok
| Szereplő          | Eredeti hang        | Magyar hang         | Fajta                    |
| ----------------- | ------------------- | ------------------- | ------------------------ |
| Motkány           | Chris Wedge         | -                   | Mókusszerű lény          |
| Manfréd           | Ray Romano          | Mihályi Győző       | Gyapjas mamut            |
| Sid               | John Leguizamo      | Geszti Péter        | Jefferson földi lajhárja |
| Diego             | Denis Leary         | Berzsenyi Zoltán    | Kardfogú tigris          |
| Ellie             | Queen Latifah       | Bognár Gyöngyvér    | Gyapjas mamut            |
| Kisbarack         | Keke Palmer         | Patkó Csenge        | Mamut                    |
| Ropsz             | Seann William Scott | Gáspár András       | Oposszum                 |
| Eddie             | Josh Peck           | Molnár Levente      | Oposszum                 |
| Shira             | Jennifer Lopez      | Bertalan Ágnes      | Kardfogú tigris          |
| Beles kapitány    | Peter Dinklage      | Schneider Zoltán    | Gigantopithecus          |
| Nagyi             | Wanda Sykes         | Halász Aranka       | Jefferson földi lajhárja |
| Milton (Sid apja) | Alan Tudyk          | Csuja Imre          | Jefferson földi lajhárja |
| Louis             | Josh Gad            | Rajkai Zoltán       | Sünvakond                |
| Flynn             | Nick Frost          | Elek Ferenc         | Elefántfóka              |
| Gupta             | Kunal Nayyar        | Kálloy Molnár Péter | Bengáli borz             |
| Nyissz            | Aziz Ansari         | Seszták Szabolcs    | Nyúl                     |
| Raz               | Rebel Wilson        | Kocsis Mariann      | Procoptodon              |
| Steffie           | Nicki Minaj         | Berkes Boglárka     | Gyapjas mamut            |
| Ethan             | Drake               | Szatory Dávid       | Gyapjas mamut            |
| Silas             | Alain Chabat        | Kassai Károly       | Kéklábú szula            |